# Kruppa-M91
Kruppa-M91, naziv je za laki prijenosni bunker za utvrđenje rovova izrađen i korišten 1991./1992. godine diljem Karlovačke bojišnice, a po ideji i nacrtu tada najvišeg inženjerijskog časnika (po činu, odgovornosti i formacijskom mjestu) Zbora narodne garde (ZNG) i kasnije HV-a na karlovačko-kordunskom području tj. sve do Karlobaga nakon stvaranja 4.Operativne zone Hrvatske vojske bojnika dipl. ing. građ. Mladena Krupe (Krūppa).
Jedini sačuvani izvorni element ovog lakog metalnog bunkera je njegova modificirana kapa (s dovarenim nogicama) izrađena u Karlovcu 1991. godine kao zaštita bunkeru na Koranskom mostu. Prilikom proboja tenkova JNA iz vojarne u Logorištu 21. rujna 1991. bunker je pogođen granatom iz tenka T-55. Kapa je pala u Koranu od kuda je izvučena uz pomoć pripadnika 303. log. brigade HV. 
Izvorno se čuvala u Zbirci oružja i vojnih vozila Domovinskog rata (inv.br. GMK-IKMP-13074) u sklopu Gradskog muzeja Karlovac, a pod skrbi Ministarstva kulture i Ministarstva turizma Republike Hrvatske. Kapu bunkera „Kruppa M-91“ obnovio je 2014. godine viši restaurator Zoran Kirchhoffer (Tehnički muzej u Zagrebu) i u rekonstruiranom obliku je danas dio stalnog postava Muzeja Domovinskog rata.
Ovaj rijetki primjerak domaće obrambene tehnike korištene 1991. godine bojnik Mladen Krupa je osmislio i nacrtao u svojem obiteljskom stanu u Domobranskoj 8 u Karlovcu kao dio Plana zaprečivanja Karlovačke bojišnice početkom rujna 1991.
Detaljan tekst o organizacijskim aktivnostima bojnika Mladena Krupe može se pročitati u feljtonu "Obrambene pripreme 1991.godine na prostoru karlovačko-kordunske regije", autora brig./mir. Dubravka Halovanića ref.ONP, por./prič. objavljenog u broju 22. Karlovačkog tjednika od 2015. godine. 
Između ostaloga u dokumentima stoji zapisano: "Kako Op. ŠTO Klc. nije sačinio Plan zaprečivanja a nije ustrojio ni postrojbe koje bi uzele učešća u njegovoj realizaciji, načelnik inženjerije, u Zapovj. 110.br. ZNG-a, g. Mladen Kruppa, 10.rujna 1991.godine predočio je Plan zaprečivanja Op. KŠ Klc. Uz raspravu, Plan je prihvaćen uz primjedbu Načelnika PU Klc. koji je obavijestio članove Op.KŠ Klc. kako nema djelatnika za raspored na raspored na novouspostavljene punktove".